# Modesto Maria Burgen
Modesto Maria Burgen (ur. we Francji, zm. 13 maja 1799 w opactwie Casamari k. Veroli) – francuski zakonnik katolicki, trapista, cysters, męczennik, ofiara prześladowań antykatolickich w Republice Partenopejskiej, państwie zależnym od rewolucyjnej Francji, błogosławiony Kościoła katolickiego.

## Życiorys
Urodził się we francuskiej Burgundii. Wstąpił do klasztoru trapistów w Settefonti Po wybuchu rewolucji francuskiej uciekł z Francji i udał się do Włoch. W styczniu 1796 roku wstąpił do zakonu cystersów w Casamari. 9 stycznia 1797 złożył śluby zakonne proste. 13 maja 1799 roku klasztor został zajęty przez żołnierzy armii francuskiej w wyniku podboju Włoch i utworzenia Republiki Partenopejskiej. Brat Modesto został zamordowany. 26 maja 2020 papież Franciszek podpisał dekret o męczeństwie jego i innych pięciu zakonników, co otworzyło drogę do ich beatyfikacji, która odbyła się 17 kwietnia 2021 w opactwie Casamari.